# Queens Park Rangers FC
Queens Park Rangers FC, kortweg QPR, is een Engelse voetbalclub, opgericht in 1882 door het samengaan van de clubs St Jude's en Christchurch Rangers. De club komt sinds 2015 uit in de Championship en speelt zijn thuiswedstrijden op Loftus Road.

## Geschiedenis
QPR werd een professionele voetbalclub in 1889 en werd vernoemd naar de wijk Queen's Park waar de meeste spelers indertijd vandaan kwamen. In haar beginjaren speelde de club in totaal in twintig stadions, voordat ze op Loftus Road begonnen te spelen vanaf 1917. Deze thuisbasis werd alleen in 1931/33 en in 1963 nog tijdelijk verruild voor het nabije White City Stadium, het Olympisch Stadion uit 1908 dat in 1985 plaats moest maken voor het BBC-hoofdkantoor.
In het seizoen 1960/61 behaalde QPR met 9-2 haar grootste overwinning ooit tegen Tranmere Rovers. In het seizoen 1966/67 werd QPR kampioen in de derde divisie. Het won dat seizoen ook de League Cup en werd daarmee de eerste club uit de derde divisie die dat lukte. West Bromwich Albion werd verslagen met 3-2, terwijl QPR met rust nog met 0-2 achter stond. Het jaar erop promoveerde QPR direct door naar de hoogste klasse, waar het slechts een jaar speelde.

### Sportieve successen
Dave Sexton is de bekendste trainer van QPR. Hij leidde de club in het seizoen 1975/76 naar een tweede plek in de Engelse competitie, achter Liverpool. De belangrijkste speler van dat team was Gerry Francis. In 1977 vertrok Sexton naar Manchester United en twee jaar later degradeerde QPR. In 1981 was QPR de allereerste voetbalclub in Engeland die een veld van kunstgras liet aanleggen. In navolging van de club zouden nog enkele andere clubs in Engeland volgen, maar in 1988 besloot men weer om een echte grasmat op Loftus Road aan te leggen. Desalniettemin wist de club in deze periode wel behoorlijk wat succes te boeken. Zo haalde de club in 1982 de finale van de FA Cup, waarin het verloor van Tottenham Hotspur. Een jaar later, onder leiding van Terry Venables kwam de club weer terug op het hoogste niveau. Nadat hij QPR naar een veilige positie in de ranglijst had geleid had, in haar eerste seizoen op het hoogste niveau, vertrok Venables naar Barcelona.
In de seizoenen erop kwamen en vertrokken diverse trainers. Echt succes bleef echter uit, hoewel de club in ieder geval niet degradeerde. In het eerste seizoen van de Premier League eindigde de club als vijfde en eindigde daarmee hoger op de ranglijst dan alle andere Londense clubs, waaronder Arsenal. Daarna ging het langzaam, maar zeker steeds minder goed en toen ook nog Les Ferdinand werd verkocht, resulteerde dit in een degradatie in het seizoen 1995/96.

### In een sportief dal
Het seizoen erna degradeerde de club net niet voor de tweede keer op rij. Echter, financiële problemen zorgden ervoor dat een paar seizoenen erna QPR wel terug degradeerde naar de derde divisie. Terug in die divisie eindigde de club als achtste, waardoor zij net geen play-offs mocht spelen.
In het seizoen 2002/03 haalde het wel die play-offs, maar verloor de finale van Cardiff City met 1-0.

### Weer terug richting de top
Het seizoen er op was het eerste succesvolle seizoen voor QPR in jaren. Ze promoveerden weer naar de Championship. Na een indrukwekkende start van het seizoen, leek de club lange tijd in de race voor een plek in de Premier League. Uiteindelijk eindigde de club op een elfde plaats. De jaren daarna waren ze vooral op de eindrangschikking terug te vinden in de middenmoot. Toen QPR's voorzitter Flavio Briatore in februari 2010 opstapte, werd de voorzittershamer overgenomen door de Indiër Ishan Saksena die al in het bestuur van de club actief was. Aan het einde van het seizoen 2010/11 wist de club beslag te leggen op het kampioenschap van de Championship en na zestien jaar afwezigheid naar de Premier League te promoveren na een 2-0-overwinning op Watford FC.
In augustus 2011 werd bekendgemaakt dat de club in handen kwam van de Maleisische zakenman Tony Fernandes. Hij had de aandelen overgekocht van Flavio Briatore en Bernie Ecclestone waarmee Fernandes een meerderheid van de aandelen kreeg. In het eerste seizoen dat QPR terug was op het hoogste niveuau wist het zich ternauwernood te handhaven in de Premier League. Eind april 2013 degradeerde het echter weer door met 0-0 gelijk te spelen in de beslissende wedstrijd tegen Reading. In december 2013 kwam het nieuws naar buiten dat de club bezig was met de plannen van de bouw voor een nieuw stadion voor QPR. Het nieuwe stadion moest komen te liggen in de wijk Old Oak, maar realisatie lijkt ver weg. Na een jaar afwezigheid wist QPR terug te keren in de Premier League nadat het in de play-off finale van Derby County FC wist te winnen: 0-1. In 2015 degradeerde QPR echter weer naar de Championship.

## Erelijst
- League Cup: 1967
- Brugse Metten

1977
- Football League Championship

1983, 2011
- Football League One

1948, 1967

## Overzichtlijsten

### Eindklasseringen sinds 1946/47
- 1947 2e
Third Division North / South
- 1948 1e
Third Division North / South
- 1949 13e
Second Division
- 1950 20e
Second Division
- 1951 16e
Second Division
- 1952 20e
Second Division
- 1953 20e
Third Division North / South
- 1954 18e
Third Division North / South
- 1955 15e
Third Division North / South
- 1956 18e
Third Division North / South
- 1957 10e
Third Division North / South
- 1958 10e
Third Division North / South
- 1959 13e
Third Division
- 1960 8e
Third Division
- 1961 3e
Third Division
- 1962 4e
Third Division
- 1963 13e
Third Division
- 1964 15e
Third Division
- 1965 14e
Third Division
- 1966 3e
Third Division
- 1967 1e
Third Division
- 1968 2e
Second Division
- 1969 22e
First Division
- 1970 9e
Second Division
- 1971 11e
Second Division
- 1972 4e
Second Division
- 1973 2e
Second Division
- 1974 8e
First Division
- 1975 11e
First Division
- 1976 2e
First Division
- 1977 14e
First Division
- 1978 19e
First Division
- 1979 20e
First Division
- 1980 5e
Second Division
- 1981 8e
Second Division
- 1982 5e
Second Division
- 1983 1e
Second Division
- 1984 5e
First Division
- 1985 19e
First Division
- 1986 13e
First Division
- 1987 16e
First Division
- 1988 5e
First Division
- 1989 9e
First Division
- 1990 11e
First Division
- 1991 12e
First Division
- 1992 11e
First Division
- 1993 5e
Premier League
- 1994 9e
Premier League
- 1995 8e
Premier League
- 1996 19e
Premier League
- 1997 9e
First Division
- 1998 21e
First Division
- 1999 20e
First Division
- 2000 10e
First Division
- 2001 23e
First Division
- 2002 8e
Second Division
- 2003 4e
Second Division
- 2004 2e
Second Division
- 2005 11e
Championship
- 2006 21e
Championship
- 2007 18e
Championship
- 2008 14e
Championship
- 2009 11e
Championship
- 2010 13e
Championship
- 2011 1e
Championship
- 2012 17e
Premier League
- 2013 20e
Premier League
- 2014 4e
Championship
- 2015 20e
Premier League
- 2016 12e
Championship
- 2017 18e
Championship
- 2018 16e
Championship
- 2019 19e
Championship
- 2020 13e
Championship
- 2021 9e
Championship
- 2022 11e
Championship
- 2023 20e
Championship
- 2024 18e
Championship
- 2025 13e
Championship

- First Division
- Second Division
- Third Division
- Premier League
- Championship

ⓘ In 1992 invoering van de Premier League en opheffing van de Fourth Division; in 2004 opheffing van de First, Second en Third Division.

### Seizoensresultaten vanaf 1981
| Seizoen   | №  | Clubs | Divisie         | Duels | Winst | Gelijk | Verlies | Doelsaldo | Punten | Tsch   |
| --------- | -- | ----- | --------------- | ----- | ----- | ------ | ------- | --------- | ------ | ------ |
| 1980–1981 | 8  | 22    | Second Division | 42    | 15    | 13     | 14      | 56–46     | 43     | 10.936 |
| 1981–1982 | 5  | 22    | Second Division | 42    | 21    | 6      | 15      | 65–43     | 69     | 12.574 |
| 1982–1983 | 1  | 22    | Second Division | 42    | 26    | 7      | 9       | 77–36     | 85     | 12.807 |
| 1983–1984 | 5  | 22    | First Division  | 42    | 22    | 7      | 13      | 67–37     | 73     | 15.370 |
| 1984–1985 | 19 | 22    | First Division  | 42    | 13    | 11     | 18      | 53–72     | 50     | 14.000 |
| 1985–1986 | 13 | 22    | First Division  | 42    | 15    | 7      | 20      | 53–64     | 52     | 12.665 |
| 1986–1987 | 16 | 22    | First Division  | 42    | 13    | 11     | 18      | 48–64     | 50     | 11.754 |
| 1987–1988 | 5  | 21    | First Division  | 40    | 19    | 10     | 11      | 48–38     | 67     | 13.268 |
| 1988–1989 | 9  | 22    | First Division  | 38    | 14    | 11     | 13      | 43–37     | 53     | 12.281 |
| 1989–1990 | 11 | 22    | First Division  | 38    | 13    | 11     | 14      | 45–44     | 50     | 13.218 |
| 1990–1991 | 12 | 22    | First Division  | 38    | 12    | 10     | 16      | 44–53     | 46     | 13.524 |
| 1991–1992 | 11 | 22    | First Division  | 42    | 12    | 18     | 12      | 48–47     | 54     | 13.592 |
| 1992–1993 | 5  | 22    | Premier League  | 42    | 17    | 12     | 13      | 63–55     | 63     | 15.015 |
| 1993–1994 | 9  | 22    | Premier League  | 42    | 16    | 12     | 14      | 62–61     | 60     | 14.228 |
| 1994–1995 | 8  | 22    | Premier League  | 42    | 17    | 9      | 16      | 61–59     | 60     | 14.613 |
| 1995–1996 | 19 | 20    | Premier League  | 38    | 9     | 6      | 23      | 38–57     | 33     | 15.683 |
| 1996–1997 | 9  | 24    | First Division  | 46    | 18    | 12     | 16      | 64–60     | 66     | 12.554 |
| 1997–1998 | 20 | 24    | First Division  | 46    | 10    | 19     | 17      | 51–63     | 49     | 13.083 |
| 1998–1999 | 20 | 24    | First Division  | 46    | 12    | 11     | 23      | 52–61     | 47     | 11.793 |
| 1999–2000 | 10 | 24    | First Division  | 46    | 16    | 18     | 12      | 62–53     | 66     | 12.591 |
| 2000–2001 | 23 | 24    | First Division  | 46    | 7     | 19     | 20      | 45–75     | 40     | 12.013 |
| 2001–2002 | 8  | 24    | Second Division | 46    | 19    | 14     | 13      | 60–49     | 71     | 11.749 |
| 2002–2003 | 4  | 24    | Second Division | 46    | 24    | 11     | 11      | 69–45     | 83     | 13.206 |
| 2003–2004 | 2  | 24    | Second Division | 46    | 22    | 17     | 7       | 80–45     | 83     | 14.785 |
| 2004–2005 | 11 | 24    | Championship    | 46    | 17    | 11     | 18      | 54–58     | 62     | 16.056 |
| 2005–2006 | 21 | 24    | Championship    | 46    | 12    | 14     | 20      | 50–65     | 50     | 13.441 |
| 2006–2007 | 18 | 24    | Championship    | 46    | 14    | 11     | 21      | 54–68     | 53     | 12.936 |
| 2007–2008 | 14 | 24    | Championship    | 46    | 14    | 16     | 16      | 60–66     | 58     | 13.959 |
| 2008–2009 | 11 | 24    | Championship    | 46    | 15    | 16     | 15      | 42–44     | 61     | 14.090 |
| 2009–2010 | 13 | 24    | Championship    | 46    | 14    | 15     | 17      | 58–65     | 57     | 13.349 |
| 2010–2011 | 1  | 24    | Championship    | 46    | 24    | 16     | 6       | 71–32     | 88     | 15.635 |
| 2011–2012 | 17 | 20    | Premier League  | 38    | 10    | 7      | 21      | 43–66     | 37     | 17.295 |
| 2012–2013 | 20 | 20    | Premier League  | 38    | 4     | 13     | 21      | 30–60     | 25     | 17.779 |
| 2013–2014 | 4  | 24    | Championship    | 46    | 23    | 11     | 12      | 60–44     | 80     | 16.656 |
| 2014–2015 | 20 | 20    | Premier League  | 38    | 8     | 6      | 24      | 42–73     | 30     | 17.809 |
| 2015–2016 | 12 | 24    | Championship    | 46    | 14    | 18     | 14      | 54–54     | 60     | 15.994 |
| 2016–2017 | 18 | 24    | Championship    | 46    | 15    | 8      | 23      | 52–66     | 53     | 14.616 |
| 2017–2018 | 16 | 24    | Championship    | 46    | 15    | 11     | 20      | 58–70     | 56     | 13.928 |
| 2018–2019 | 19 | 24    | Championship    | 46    | 14    | 9      | 23      | 53–71     | 51     | 13.866 |
| 2019–2020 | 13 | 24    | Championship    | 46    | 16    | 10     | 20      | 67–76     | 58     | 11.335 |
| 2020–2021 | 9  | 24    | Championship    | 46    | 19    | 11     | 16      | 57-55     | 68     | --     |
| 2021–2022 | 11 | 24    | Championship    | 46    | 19    | 9      | 18      | 60-59     | 66     | 14.437 |
| 2022–2023 | 20 | 24    | Championship    | 46    | 13    | 11     | 22      | 44-71     | 50     | 14.976 |
| 2023–2024 | 18 | 24    | Championship    | 46    | 15    | 11     | 20      | 47-58     | 56     | 16.682 |
| 2024–2025 | 15 | 24    | Championship    | 46    | 14    | 14     | 18      | 53-63     | 56     | 15.826 |

### QPR in Europa
Uitslagen vanuit gezichtspunt Queens Park Rangers
| Seizoen                                                     | Competitie | Ronde | Land                                          | Club              | Totaalscore  | 1e W    | 2e W    | PUC  |
| ----------------------------------------------------------- | ---------- | ----- | --------------------------------------------- | ----------------- | ------------ | ------- | ------- | ---- |
| 1976/77                                                     | UEFA Cup   | 1R    | Vlag van Noorwegen                            | Brann Bergen      | 11-0         | 4-0 (T) | 7-0 (U) | 12.0 |
|                                                             |            | 2R    | Vlag van Tsjechië                             | Slovan Bratislava | 8-5          | 3-3 (U) | 5-2 (T) | 12.0 |
|                                                             |            | 1/8   | Vlag van Bondsrepubliek Duitsland             | 1. FC Köln        | 4-4 u        | 3-0 (T) | 1-4 (U) | 12.0 |
|                                                             |            | 1/4   | Vlag van Griekenland (1822-1970 en 1975-1978) | AEK Athene        | 3-3 (6-7 ns) | 3-0 (T) | 0-3 (U) | 12.0 |
| 1984/85                                                     | UEFA Cup   | 1R    | Vlag van IJsland                              | KR Reykjavík      | 7-0          | 3-0 (U) | 4-0 (T) | 6.0  |
|                                                             |            | 2R    | Vlag van Joegoslavië                          | Partizan Belgrado | 6-6 u        | 6-2 (T) | 0-4 (U) | 6.0  |
| Totaal aantal behaalde punten voor UEFA coëfficiënten: 18.0 |            |       |                                               |                   |              |         |         |      |

Zie ook:
- Deelnemers UEFA-toernooien Engeland
- Ranglijst van alle clubs die in de diverse Europa Cups zijn uitgekomen

## Bekende (oud-)Hoops

### Spelers
- Charlie Austin
- Joey Barton
- José Bosingwa
- Júlio César
- Tjaronn Chery
- Djibril Cissé
- Steve Cook
- Peter Crouch
- Abdenasser El Khayati
- Eberechi Eze
- Leroy Fer
- Les Ferdinand
- Robert Green
- Clint Hill
- Park Ji-Sung
- Phil Parkes
- Loïc Rémy
- David Seaman
- Trevor Sinclair
- Adel Taarabt
- Jordy de Wijs
- Ray Wilkins
- Chris Willock
- Shaun Wright-Phillips
- Bobby Zamora

### Trainers
- Jimmy Floyd Hasselbaink
- Ian Holloway
- Mark Hughes
- Steve McClaren
- Harry Redknapp
- Terry Venables
- Neil Warnock
- Ray Wilkins

### Eigenaren
- Flavio Briatore
- Bernie Ecclestone
- Tony Fernandes
- Lakshmi Mittal

1 Dieng ·
2 Kakay ·
3 Wallace ·
4 Dickie ·
5 De Wijs ·
6 Barbet ·
7 Johansen  ·
8 Amos ·
9 Dykes ·
10 Chair ·
11 Austin ·
12 Ball ·
13 Archer ·
14 Thomas ·
15 Field ·
16 McCallum ·
17 Dozzell ·
19 Gray ·
20 Dunne ·
21 Willock ·
22 Odubajo ·
32 Walsh ·
33 Barnes ·
34 Duke-McKenna ·
37 Adomah ·
Coach: Warburton
Birmingham City ·
Blackburn Rovers · 
Bristol City ·  
Charlton Athletic ·
Coventry City ·
Derby County ·
Hull City · 
Ipswich Town ·
Leicester City ·
Middlesbrough · 
Millwall · 	
Norwich City ·
Oxford United ·
Portsmouth ·
Preston North End · 
Queens Park Rangers ·
Sheffield United ·
Sheffield Wednesday ·
Southampton ·
Stoke City · 	
Swansea City · 
Watford · 
West Bromwich Albion ·
Wrexham